# Kublai Khan (Thrash-Metal-Band)
Kublai Khan ist eine US-amerikanische Thrash-Metal-Band aus Minneapolis, Minnesota, die im Jahr 1984 gegründet wurde, sich 1989 trennte und 2003 wieder zusammenfand.

## Geschichte
Die Band wurde im Jahr 1984 von Gitarrist und Sänger Greg Handevidt (Megadeth) und Gitarrist Kevin Idso gegründet. Nachdem Bassist Mike Liska und Schlagzeuger John Fedde zur Band gekommen waren, folgten diverse Auftritte. Dabei spielte die Band als Vorgruppe für Bands wie King Diamond, Kreator und Metal Church. Die Band erreichte zunächst einen Vertrag bei Shark Records, die jedoch nach den Aufnahmen für das Debütalbum keinerlei Arbeit in die Band steckten. So kam die Band zu New Renaissance Records, wo sie im Jahr 1987 über einen Lizenzvertrag ihr Debütalbum Annihilation veröffentlichen konnten.
Zwei Jahre später löste sich die Band auf Grund von Differenzen wieder auf. Kevin Idso verwandte Material, das er für Kublai Khan geschrieben hatte, später für sein Projekt Kronk.
Im Jahr 2003 fand die Band aufgrund der anstehenden Wiederveröffentlichung des Albums zusammen und veröffentlichte im selben Jahr ein Demo. Jedoch löste sich die Band kurz darauf wieder auf. Seit 2017 ist die Band wieder aktiv und spielt gelegentlich live.

## Stil
Die Band spielt klassischen Thrash Metal, wobei Vergleiche mit Bands wie Metallica, Megadeth, Paradox und Artillery gezogen werden können. Das Spiel der E-Gitarre erinnert stark an das von Kirk Hammett auf Metallicas Debütalbum Kill ’Em All.

## Diskografie

### Alben
- 1987: Annihilation (New Renaissance Records)

### Kompilationen
- 1989: Kill For Pleasure / Annihilation (Split-CD mit Blood Feast, Shark Records)

### Demos
- 1985: Rape, Pillage & Destroy
- 1986: Demo ’86
- 2003: Kronk Meets Kublai Khan